# Wiebachtal und Talhänge
Das Naturschutzgebiet Wiebachtal und Talhänge liegt auf dem Gebiet der Stadt Hückeswagen im Oberbergischen Kreis in Nordrhein-Westfalen.
Das etwa 95 ha große Gebiet, das im Jahr 2006 unter Naturschutz gestellt wurde, erstreckt sich nördlich der Kernstadt Hückeswagen weitgehend entlang des Wiebaches, wobei dieser die nördliche und westliche Grenze des Gebietes bildet. Der Wiebach stellt auch größtenteils die Gemeindegrenze zu Radevormwald dar, wo das Naturschutzgebiet Wiebachtal und Siepener Bachtal unter der Schlüsselnummer GM-092 mit einer Fläche von ebenfalls 95 ha die Ergänzung bildet. Nördlich verläuft die B 229 und östlich die B 483.
Direkt am südwestlichen Rand des Gebietes erstreckt sich die Wuppertalsperre mit einer Wasseroberfläche von 225 ha, deren Ufer und Talhänge – nicht aber die Wasserfläche – unter der Schlüsselnummer GM-083 ebenfalls unter Naturschutz gestellt sind.

## Beschreibung
Das Schutzgebiet umfasst zum größten Teil die Waldflächen südlich und südöstlich des Wiebaches bis an dessen Ufer. Es handelt sich um Buchen und Eichenwälder, die wegen ihres hohen Anteils an Alt- und Totholz eine wichtige Funktion für den Insekten- und Vogelschutz besitzen.
Das Schutzgebiet beginnt im Nordosten von Hagelsiepen mit Feucht- und Nasswiesenbereichen, deren Flora dem Calthion (also dem typischen Lebensraum der Sumpf-Dotterblumen)
zuzuordnen ist.
Im Bereich „Alte Landwehr“ – westlich Marke – liegt ein Teich mit artenreichem Bewuchs und einer kleinen Vernässungsfläche im Bereich seines Abflusses. Östlich der Ortschaft Ispingrade befindet sich noch ein kleiner brachgefallener Feuchtwiesenbereich, der sich zu einem kleinflächigen Feuchtwiesenmosaik entwickelt hat, mit Mädesüß- und Schlangen-Knöterichbeständen. Am südwestlichen Rand des Schutzgebietes verläuft ein kleiner Siefen, der in einem Vernässungsbereich innerhalb einer Pferdeweide beginnt und weiter bachabwärts einen kleinen Teich speist.
Im Einlaufbereich zur Wiebach-Vorsperre hat sich eine größere Schlammbank gebildet, auf der Erlenjungwuchs und zahlreiche Arten der Feuchtwiesen und Stillgewässer vorkommen.
Das Bachtal zeichnet sich durch naturnahe gewässerbegleitende Strukturen (Ufergehölze, Feuchtwiesen, Erlenwald) sowie schutzwürdige Buchenwälder in den Hangbereichen aus. Das Gebiet ist von regionaler Bedeutung und erfüllt eine herausragende Rolle im Biotopverbund.
Im Naturschutzgebiet ist eine große Artenzahl von Pflanzen der Feucht- oder Nassgebiete heimisch. Hervorzuheben sind: Wassersterne (Callitriche spec.), Weiße Seerose (Nymphaea alba), Torfmoose (Sphagnum spec.) Teufelsabbiss (Succisa pratensis), Kuckucks-Lichtnelke (Lychnis flos-cuculi), Sumpf-Schafgarbe (Achillea ptarmica), Schlangen-Knöterich (Bistorta officinalis) und Sumpf-Schwertlilie (Iris pseudacorus). Das Naturschutzgebiet hat große Bedeutung für Amphibien, wie z. B den immer seltener werdenden Grasfrosch (Rana temporaria).

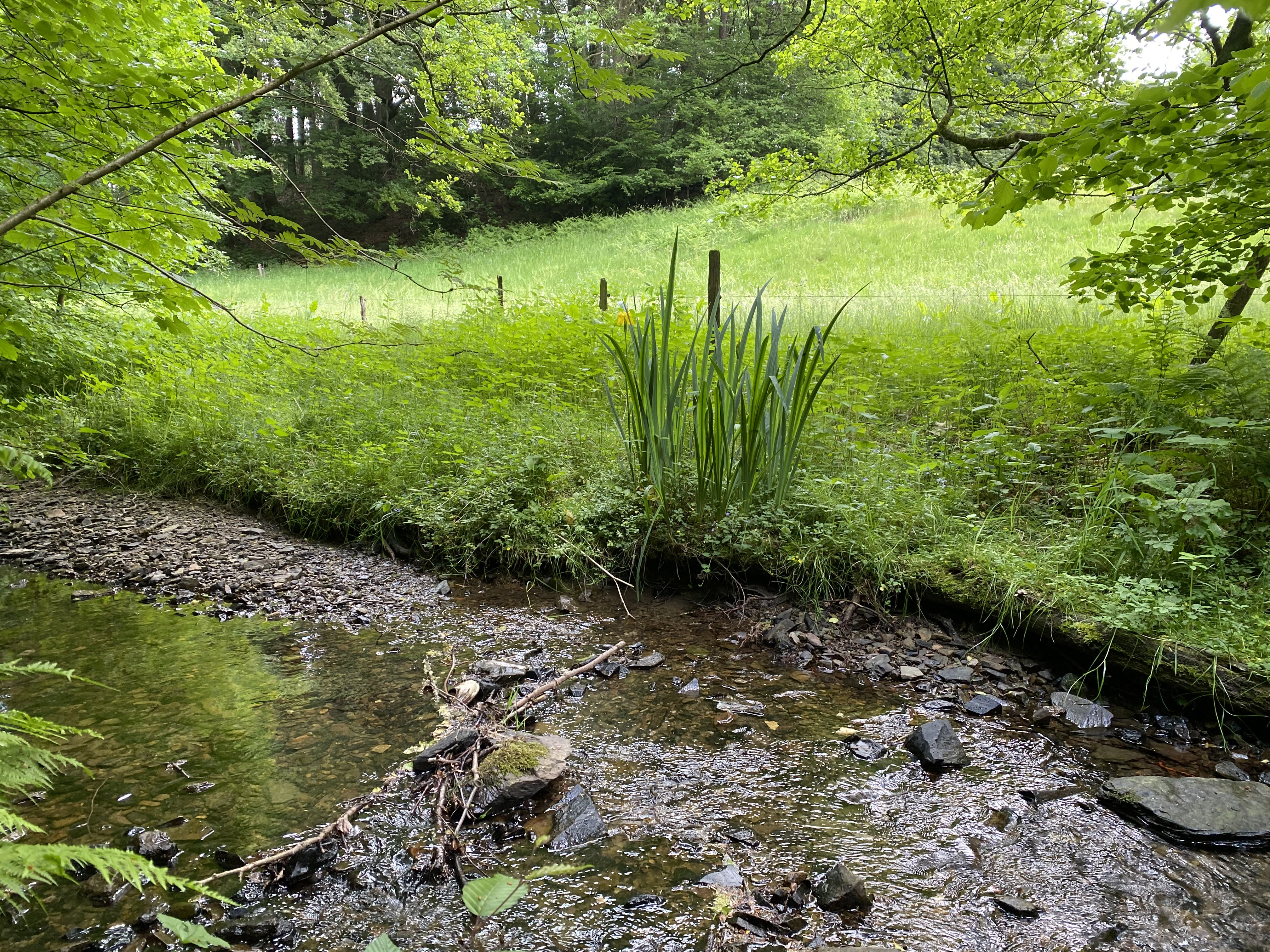
Wiebach Oberlauf mit Sumpf-Schwertlilien
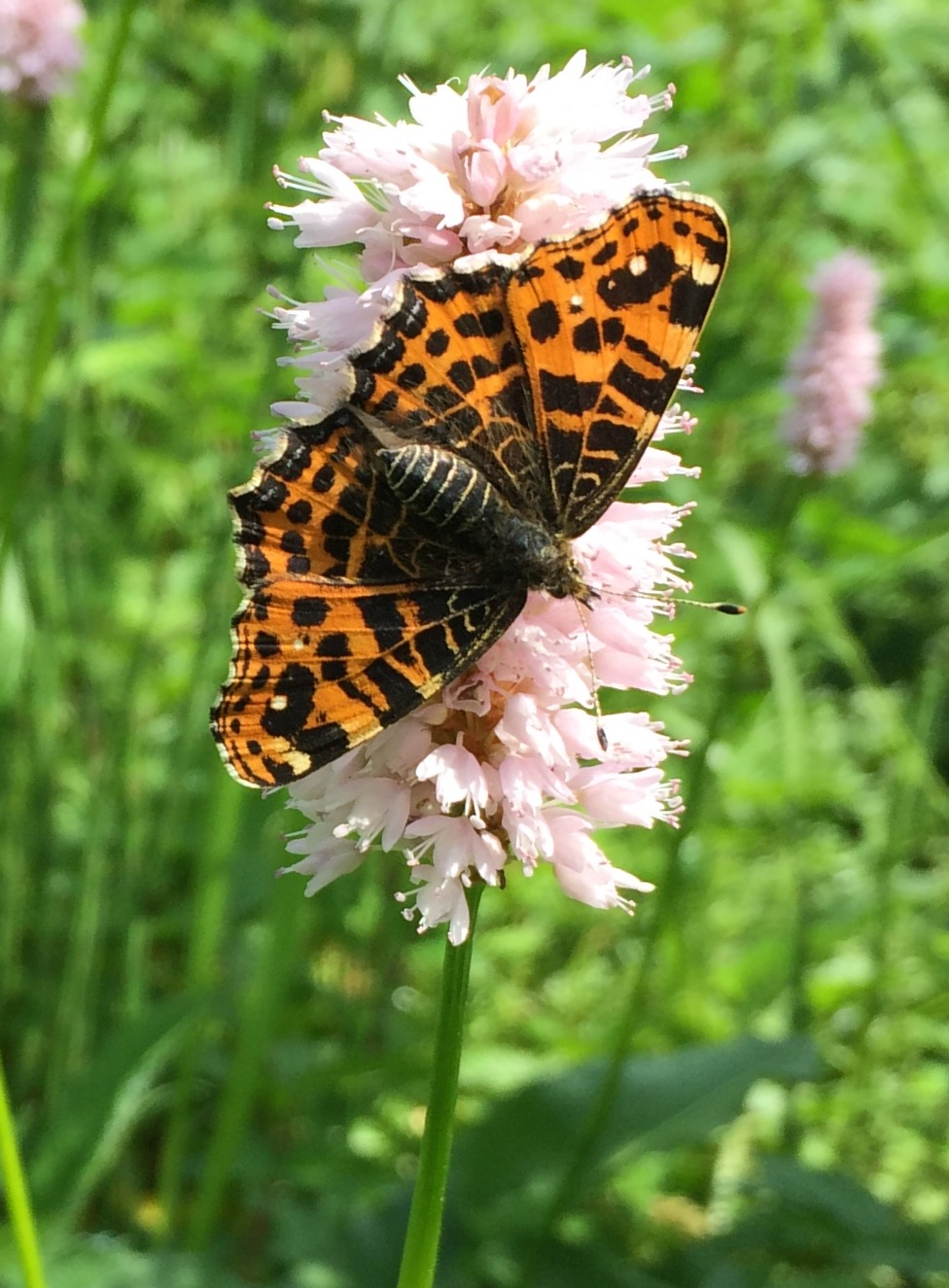
Landkärtchen auf Schlangen-Knöterich
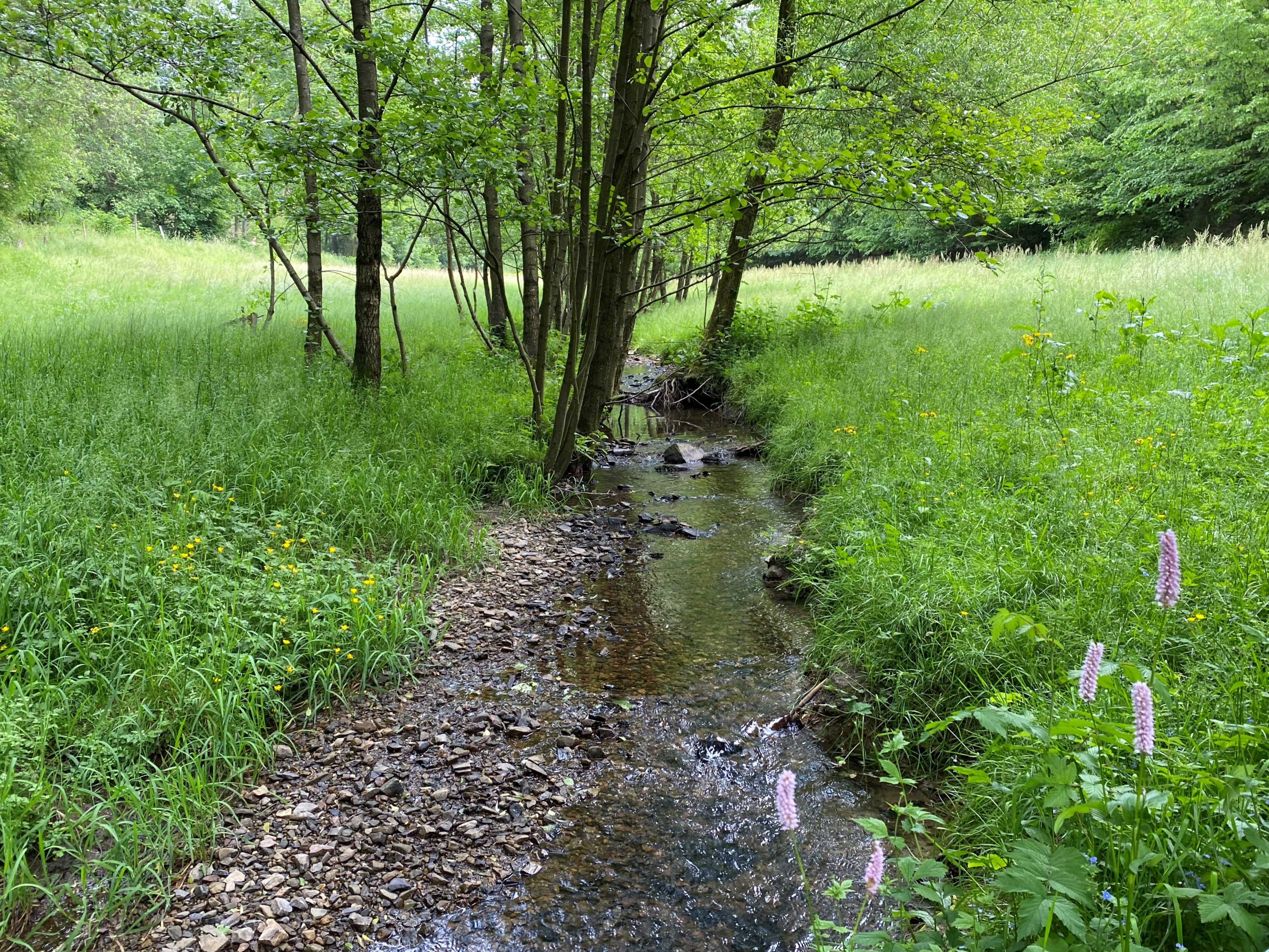
Feuchtwiese und Erlen am Oberlauf
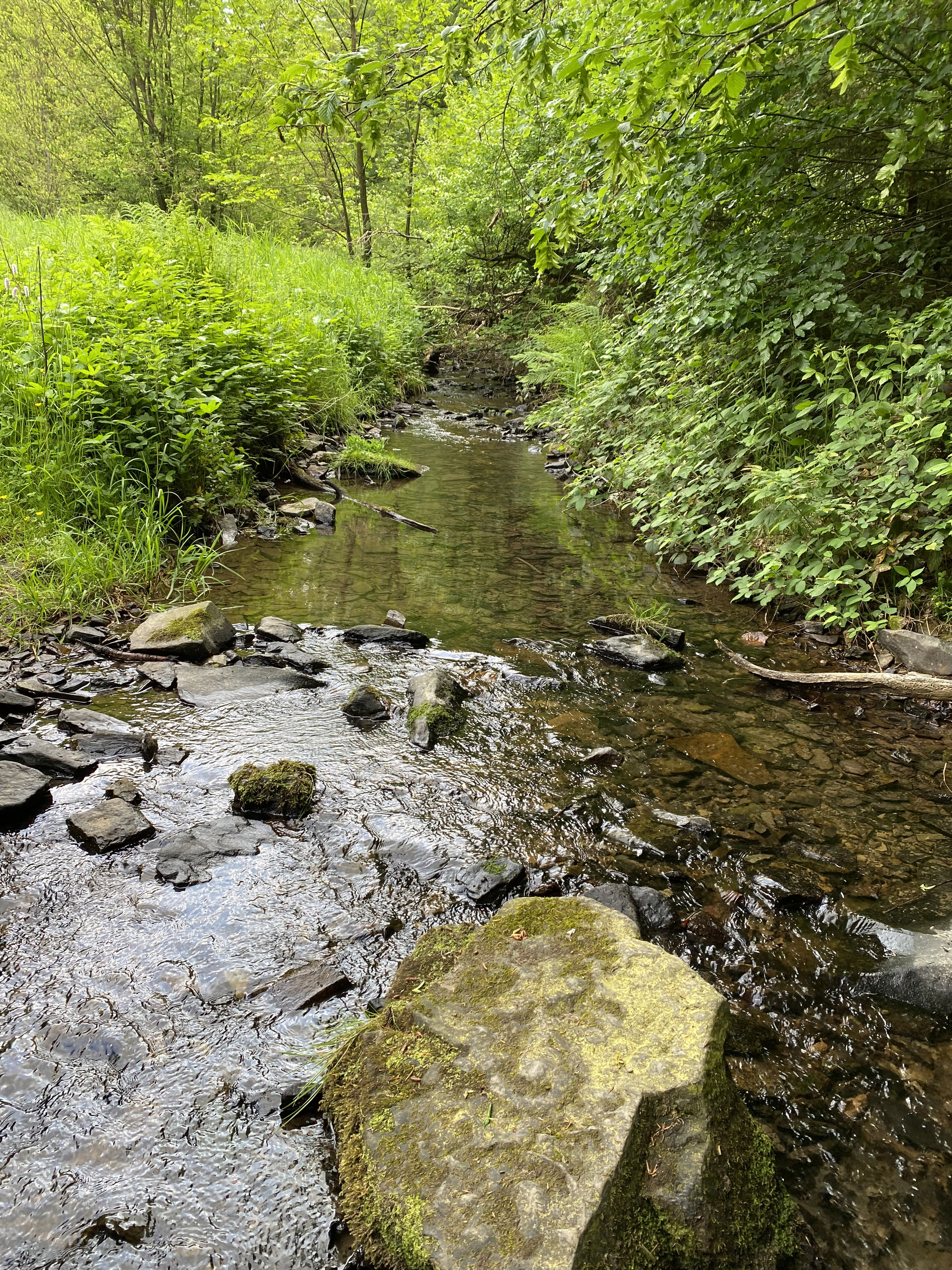
Wiebach-Bachbett – Jagdrevier der Wasseramsel
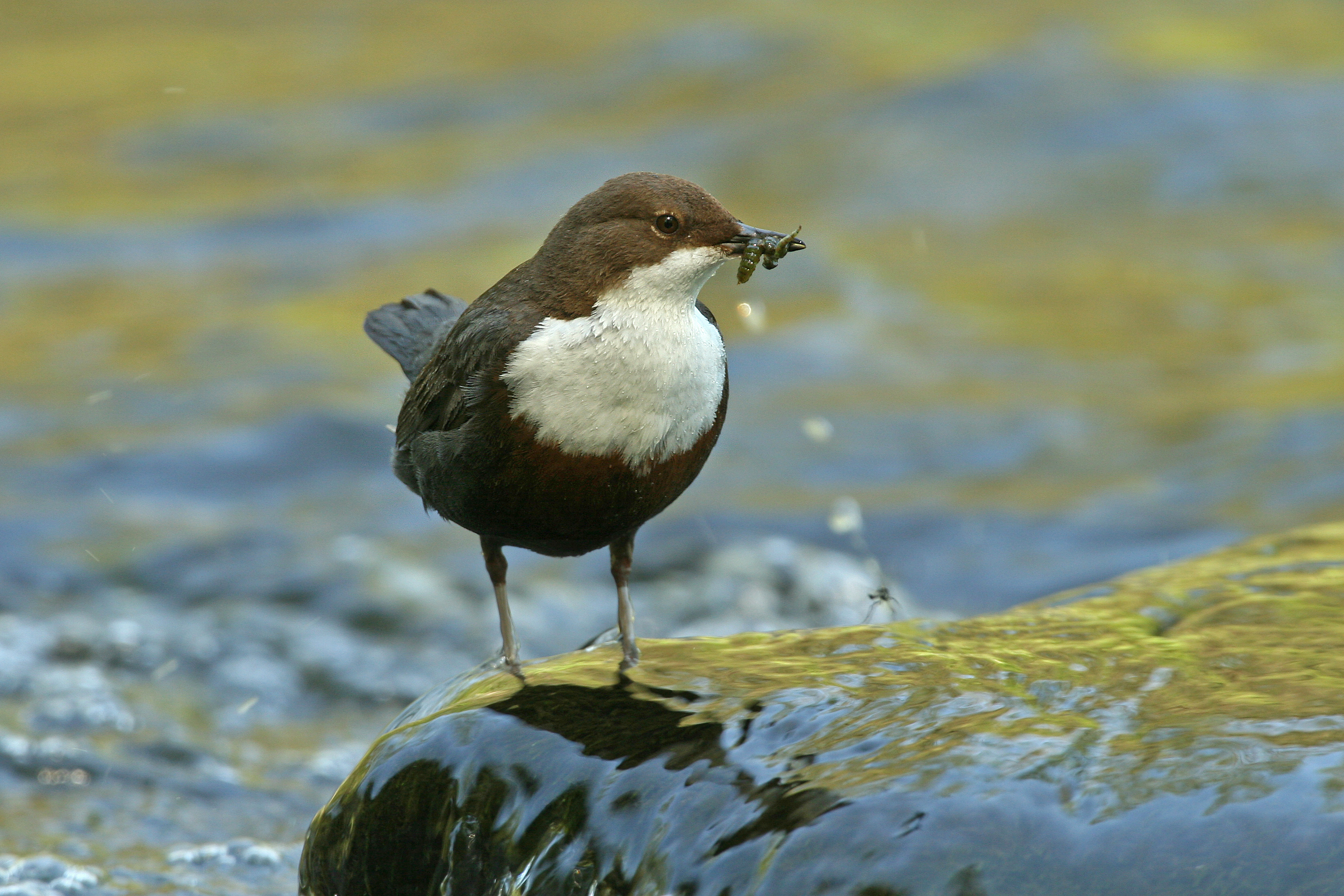
Wasseramsel (Cinclus cinclus)
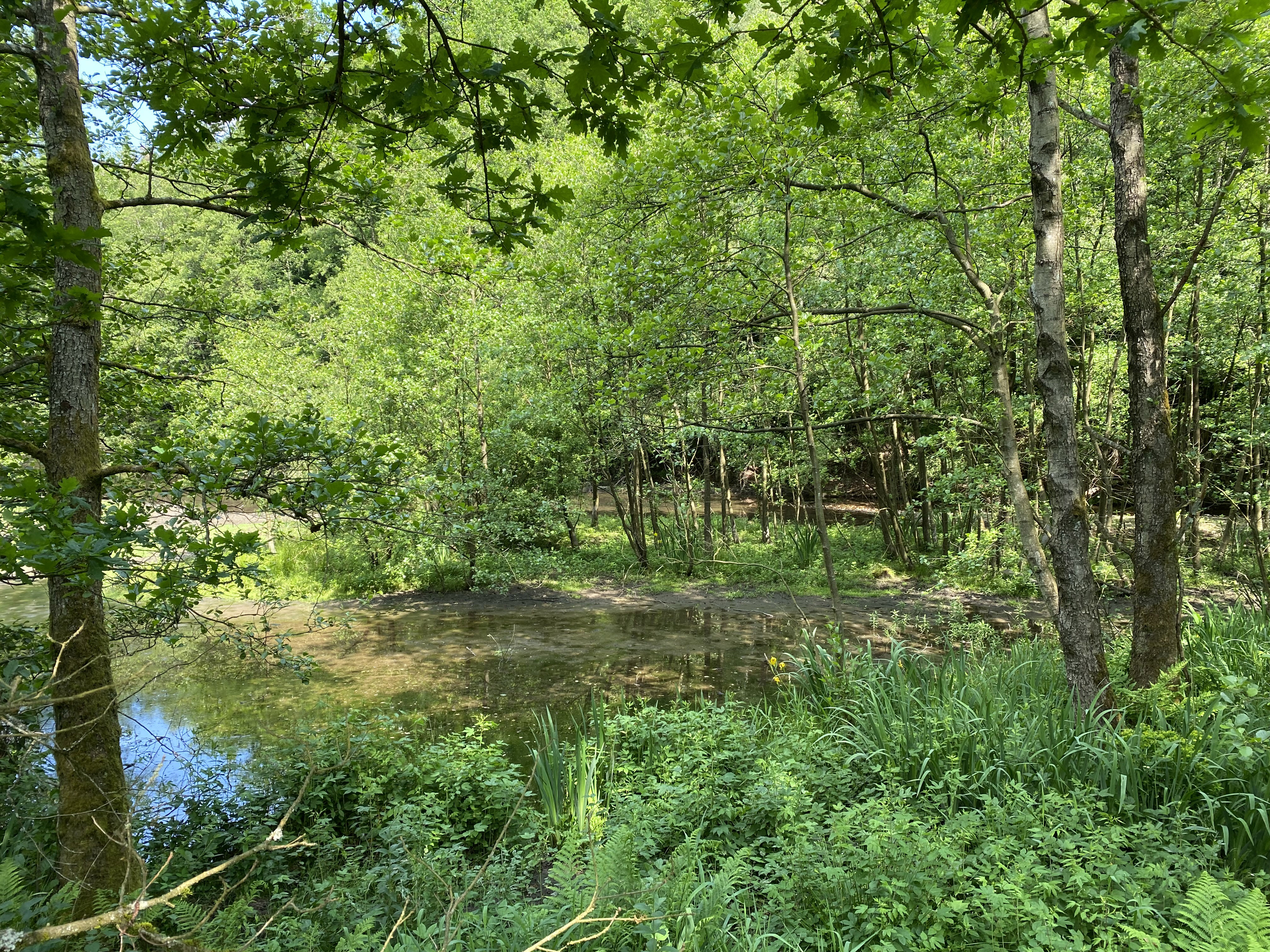
Schlammbank mit Sumpf-Schwertlilien und Erlenauwald
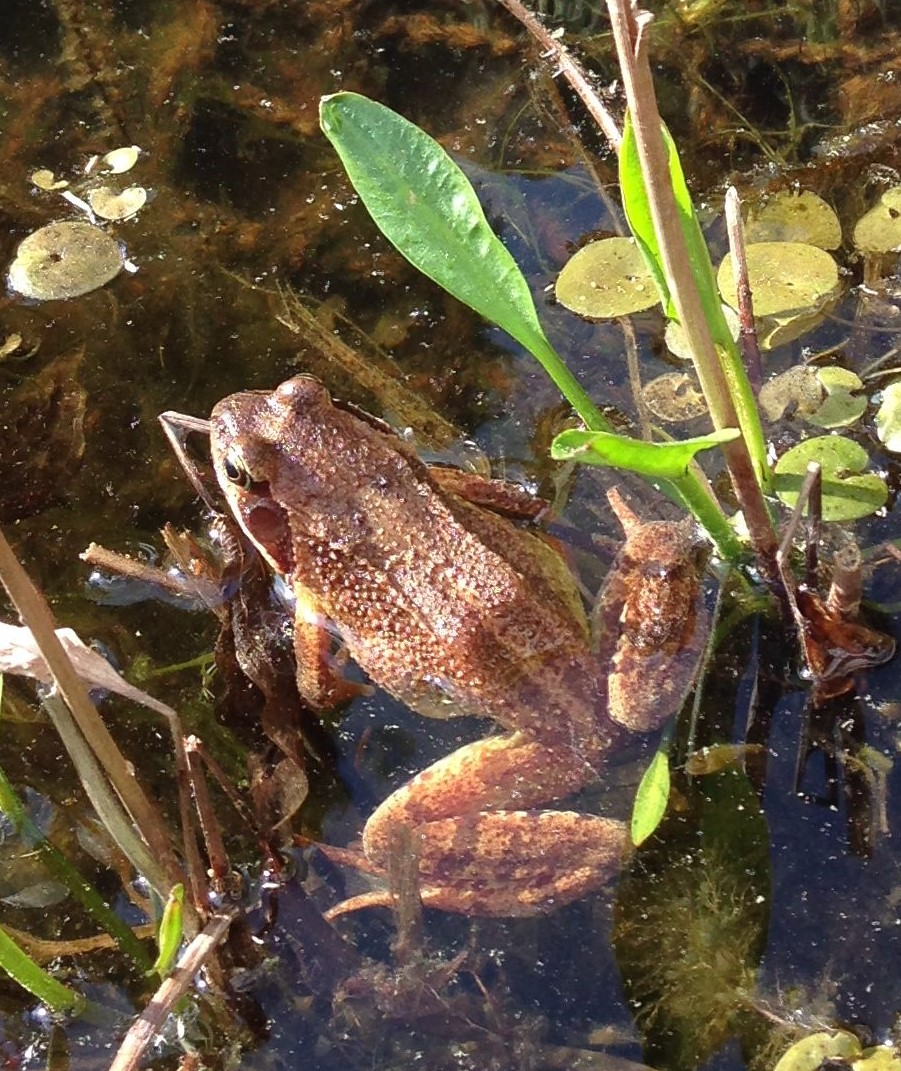
Grasfrosch (Rana temporaria)
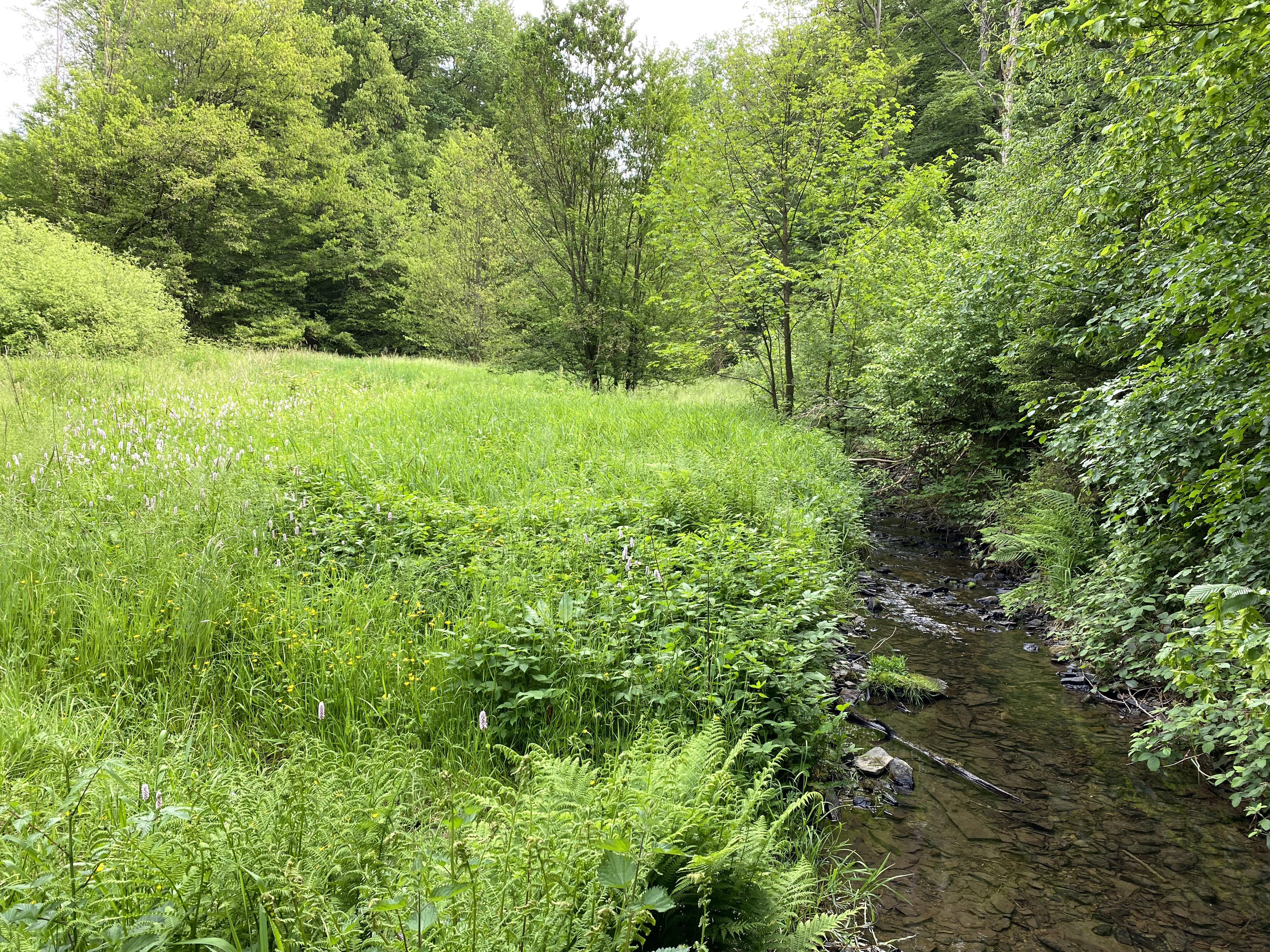
Mosaik aus Feuchtwiesen / Wald-/Auwaldflächen
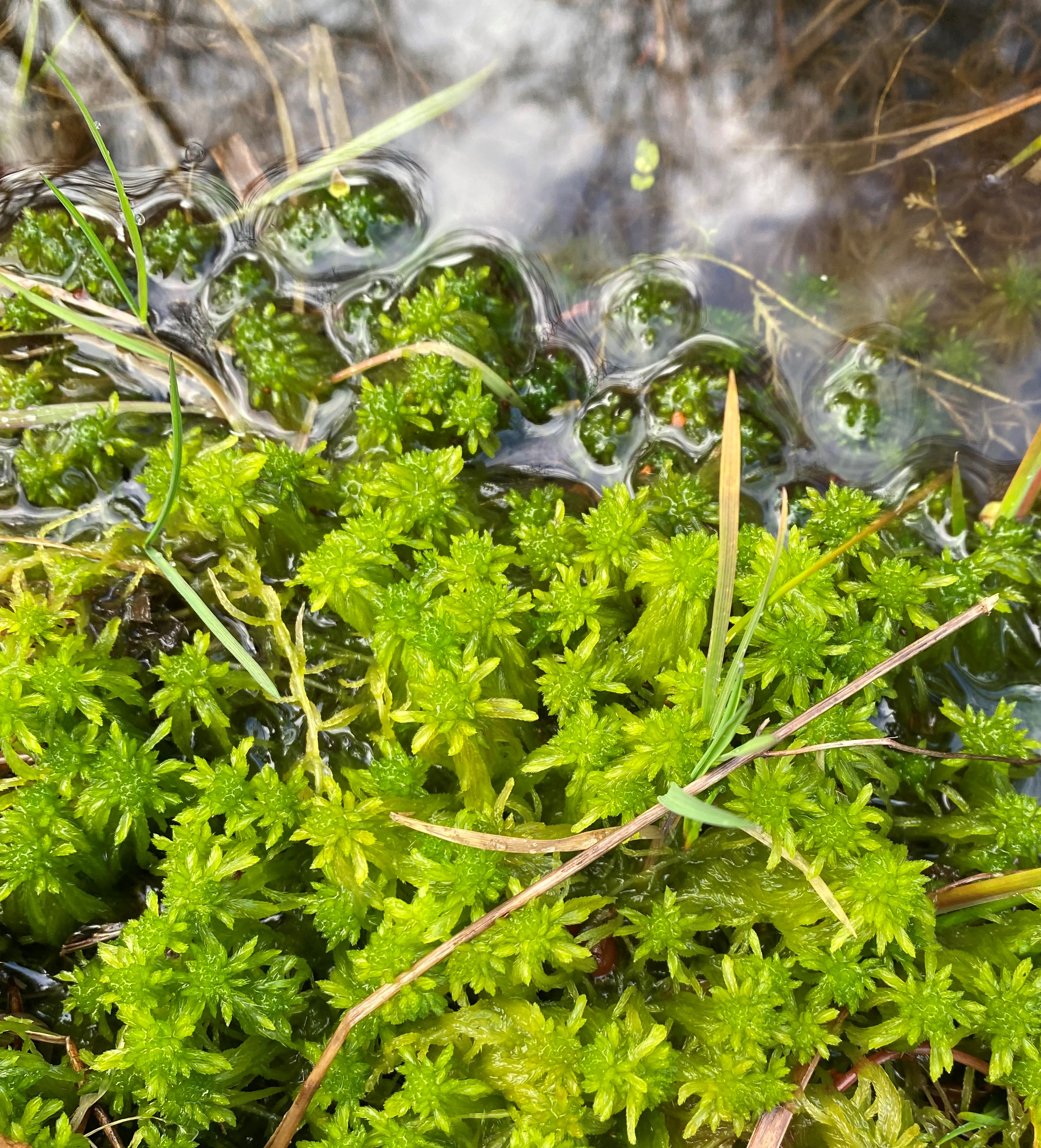
Torfmoose
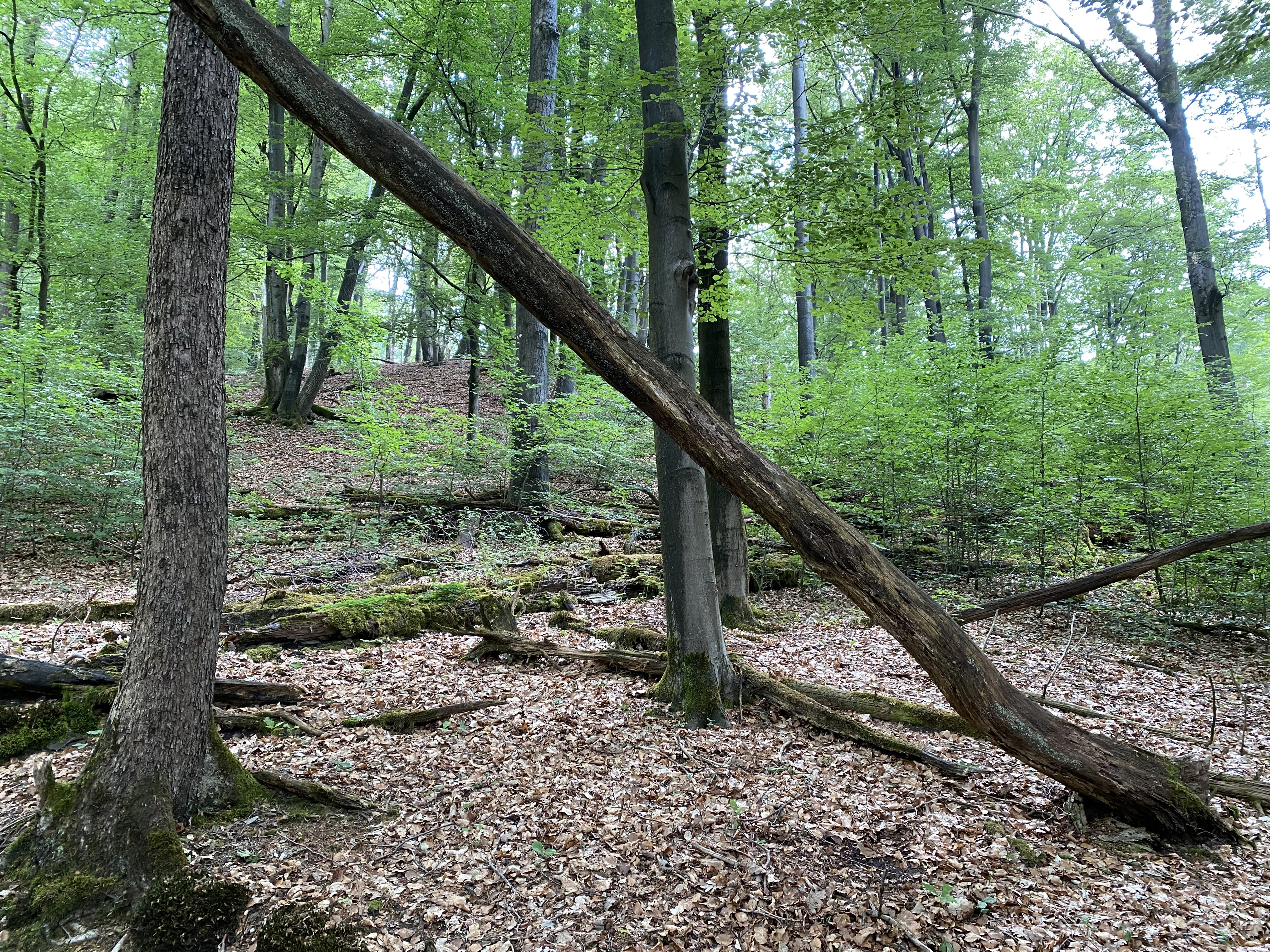
Buchenwald mit Totholzanteil
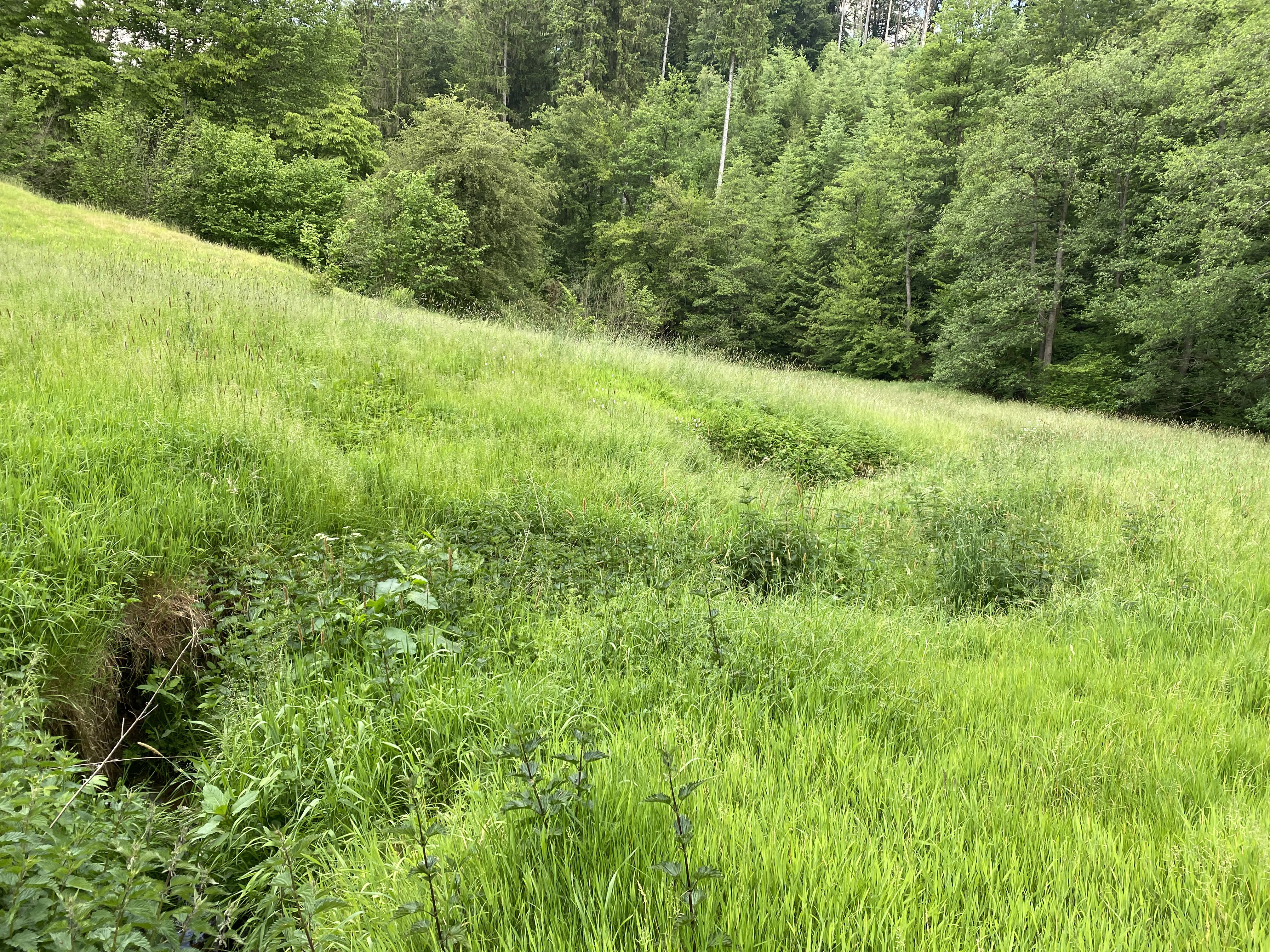
Vormwalder Bach – linker Zulauf zum Wiebach
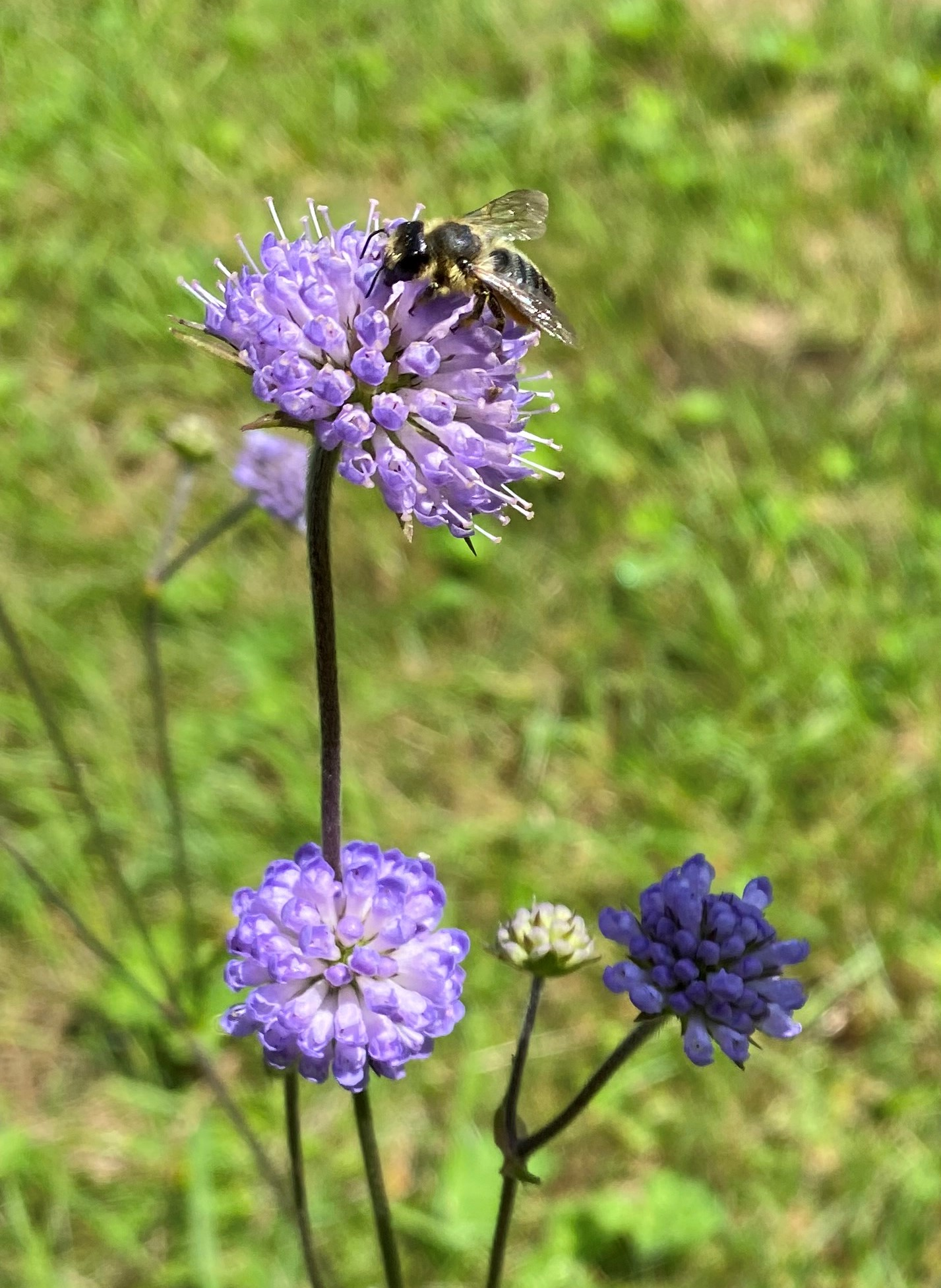
Teufelsabbiss (Succisa pratensis)
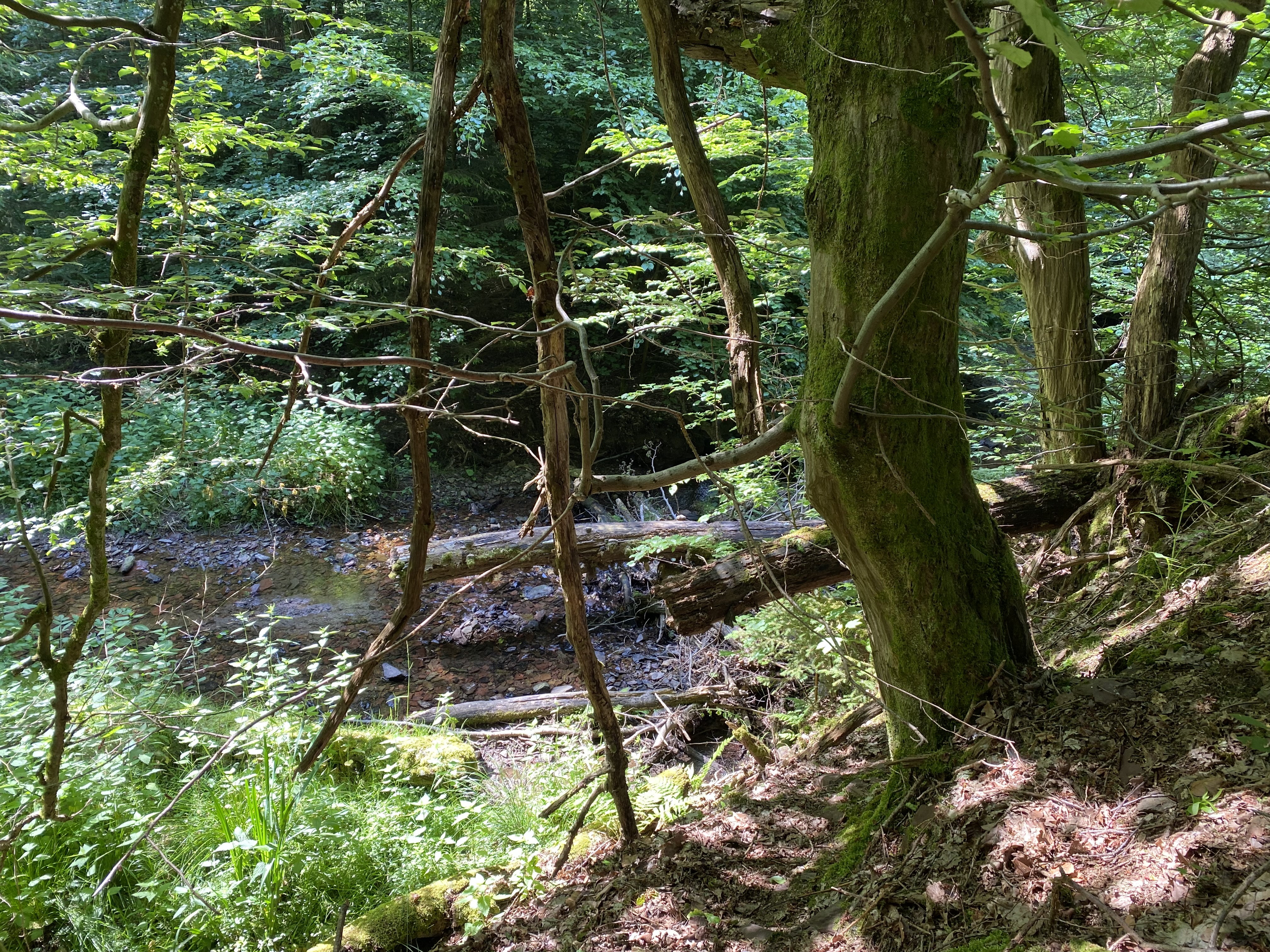
Wiebach Unterlauf mit Totholz
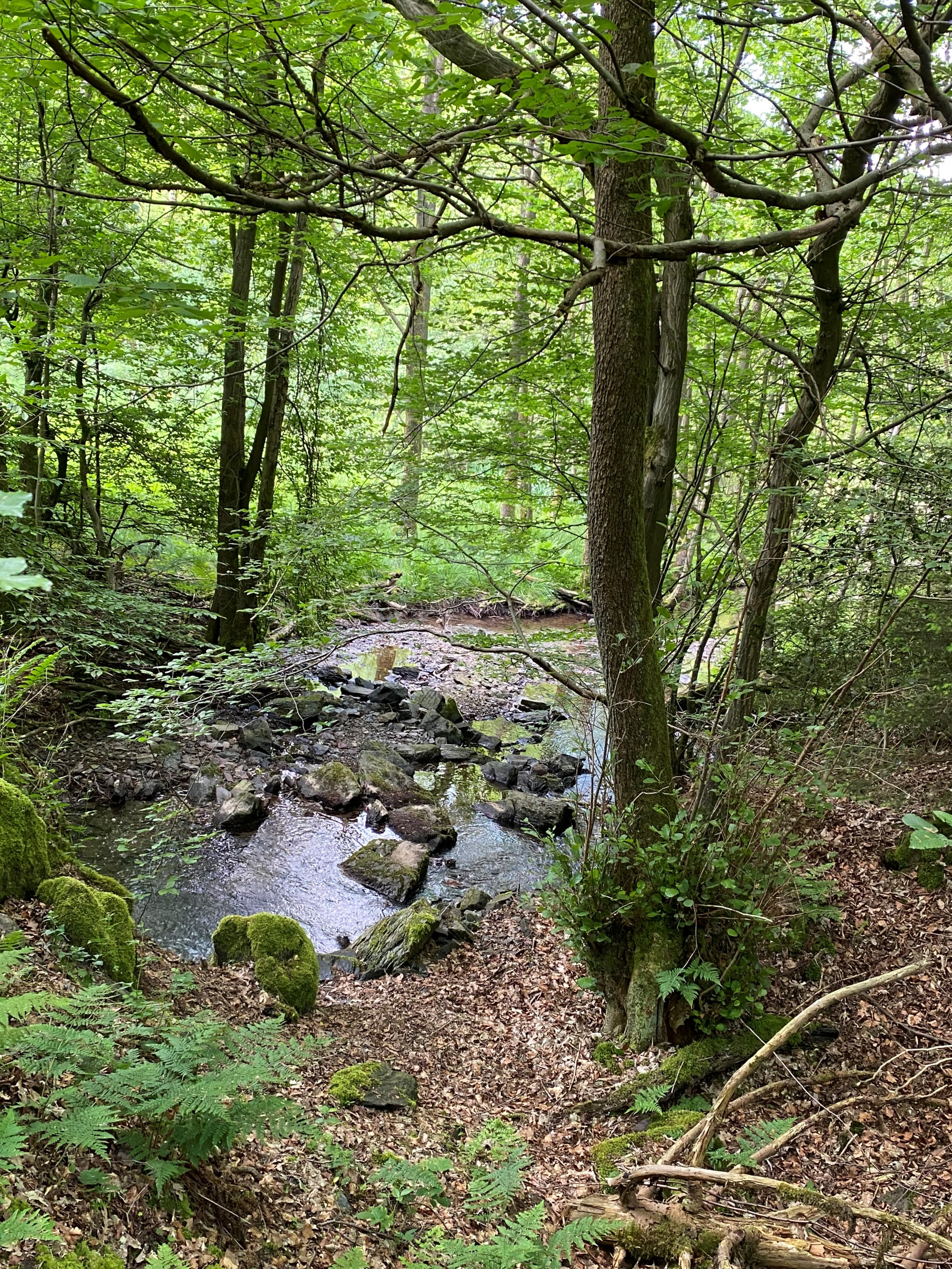
Wiebach Unterlauf
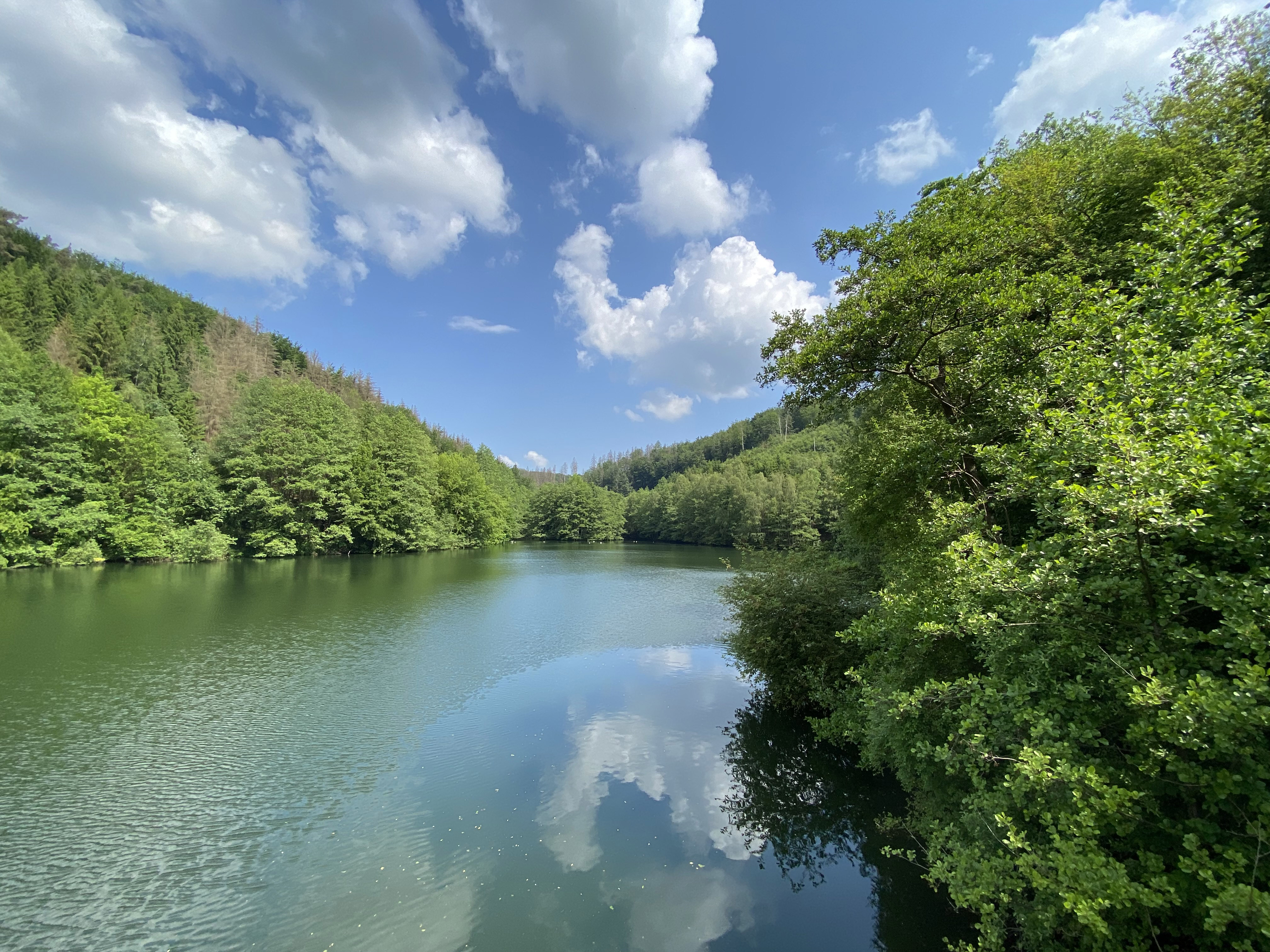
Wiebach-Vorsperre